# Parafia św. Józefa Oblubieńca Najświętszej Maryi Panny w Płociczu
Parafia świętego Józefa Oblubieńca Najświętszej Maryi Panny w Płociczu – parafia rzymskokatolicka, znajdująca się w diecezji pelplińskiej, w dekanacie Kamień Krajeński.